# Vergeet-mij-nietjesgalmug
De vergeet-mij-nietjesgalmug (Dasineura myosotidis) is een muggensoort uit de familie van de galmuggen (Cecidomyiidae). De wetenschappelijke naam van de soort is voor het eerst geldig gepubliceerd in 1902 door Kieffer.